# Cophyla
Cophyla – rodzaj płazów bezogonowych z podrodziny Cophylinae w obrębie rodziny wąskopyskowatych (Microhylidae).

## Zasięg występowania
Rodzaj obejmuje gatunki występujące endemicznie na Madagaskarze. 

## Systematyka
Rodzaj zdefiniował w 1880 roku niemiecki zoolog Oskar Boettger w artykule poświęconym diagnozie nowych gadów i płazów bezogonowych zebranych przez Charlesa Ebanau na wyspie Nosy Be na Madagaskarze, opublikowanym w czasopiśmie Zoologischer Anzeiger. Gatunkiem typowym jest (oznaczenie monotypowe) C. phyllodactyla.

### Etymologia
Cophyla: gr. κοπη kopē ‘cięcie’; rodzaj Hyla Laurenti, 1768.

### Podział systematyczny
Z analizy filogenetycznej przeprowadzonej przez Peloso i współpracowników (2016) wynika, że przedstawiciele rodzaju Platypelis nie tworzą kladu, do którego nie należeliby również przedstawiciele rodzaju Cophyla; na tej podstawie autorzy uznali rodzaj Platypelis za młodszy synonim rodzaju Cophyla, przenosząc do tego ostatniego rodzaju gatunki pierwotnie zaliczane do rodzaju Platypelis. Jednak analiza z 2019 roku wykazała, że oba taksony są monofiletyczne i razem tworzą grupę siostrzaną.
Do rodzaju należą następujące gatunki:
- Cophyla berara Vences, Andreone & Glaw, 2005
- Cophyla fortuna Rakotoarison, Scherz, Bletz, Razafindraibe, Glaw & Vences, 2019
- Cophyla maharipeo Rakotoarison, Crottini, Müller, Rödel, Glaw & Vences, 2015
- Cophyla noromalalae Rakotoarison, Crottini, Müller, Rödel, Glaw & Vences, 2015
- Cophyla occultans (Glaw & Vences, 1992)
- Cophyla phyllodactyla Boettger, 1880
- Cophyla puellarum Rakotoarison, Crottini, Müller, Rödel, Glaw & Vences, 2015